# Thaumalea thornburghae
Thaumalea thornburghae är en tvåvingeart som beskrevs av Vaillant 1959. Thaumalea thornburghae ingår i släktet Thaumalea och familjen mätarmyggor.
Artens utbredningsområde är North Carolina. Inga underarter finns listade i Catalogue of Life.